# Szymon Budny

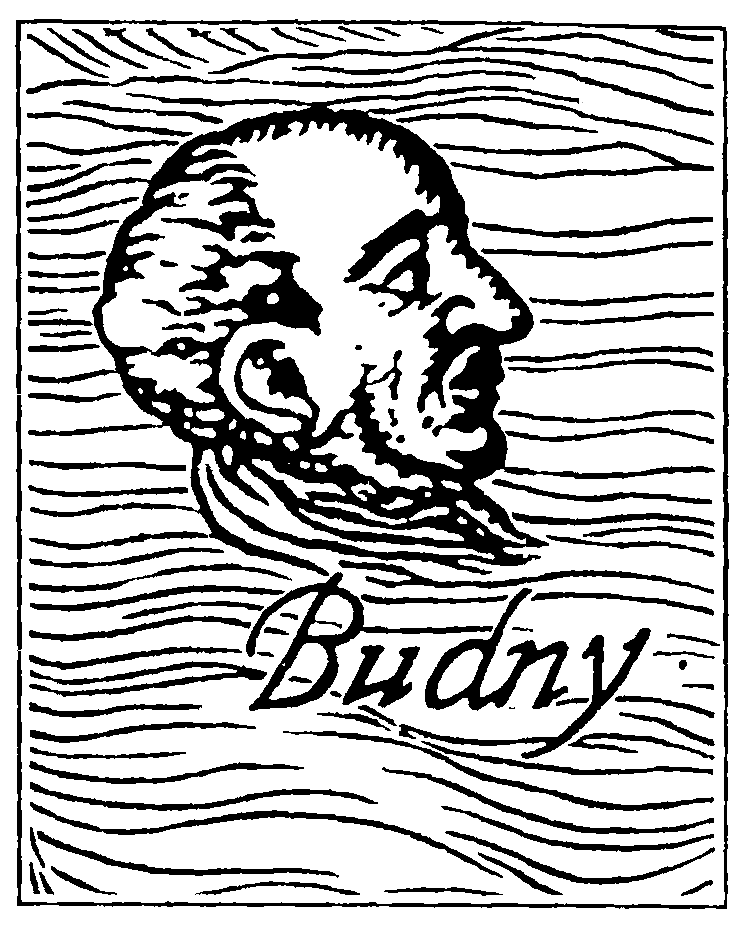
Szymon Budny

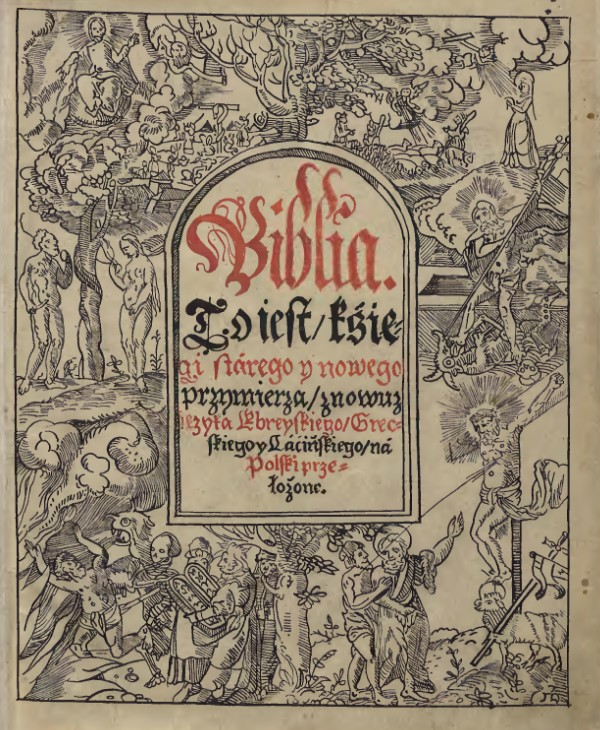
Titelseite der 1572 erstmals erschienenen Njaswisch-Bibel

Szymon Budny (auch Symon Budny, belarussisch Сымон Будны; * Januar 1530 in Budne, Podlasien; † 13. Januar 1593 in Wiszniów) war ein polnisch-belaussischer Humanist, Bibelübersetzer und führender Vertreter des polnisch-litauischen Unitarismus.
Budny stammte aus einem orthodoxen Umfeld und studierte an mehreren Hochschulen in Italien, der Schweiz sowie an der Krakauer Akademie. Nach Abschluss seines Studiums wirkte er unter dem Schutz des protestantischen Fürsten Mikołaj Radziwiłł Czarny als reformierter Pfarrer im belarussischen Kletsk. In den Jahren 1561/1562 gründete Budny in der Stadt Njaswisch zudem eine Druckerei, um protestantische Schriften drucken zu können. Hier wurde 1562 auch sein in belarussischer Sprache verfasstes Buch Katichizis gedruckt, das zu einem Wegbereiter der belarussischen Schriftsprache werden sollte und sich inhaltlich vor allem gegen die ritualisierte orthodoxe Kirche richtete. Bald zeigte er jedoch auch ein zunehmendes Interesse am Antitrinitarismus, mit dem Budny bereits im Ausland in Berührung gekommen war. Schon in seiner ebenfalls 1562 publizierten Schrift O opravdanii grešnogo čeloveka pred Bogom (Rechtfertigung des sündigen Menschen vor Gott) zeigten sich erste antitrinitarische Tendenzen. 
Nachdem sich Budny aufgrund seiner antitrinitarischen Positionierung mit seinem früheren Förderer Radziwiłł überworfen hatte, übersiedelte er auf die Besitzungen von Jan Kiszka der bereits früh als Unterstützer der Polnisch-Litauischen Brüder aufgetreten war. Budny konnte nun offen antitrinitarische Positionen vertreten. Er sprach sich zudem gegen die Kindertaufe und auch gegen die Anwendung der Todesstrafe aus. Auch schriftstellerisch war Budny weiter aktiv, begann nun jedoch zunehmend in polnischer Sprache zu schreiben, nicht zuletzt auch, um ein größeres Lesepublikum ansprechen zu können. Theologisch näherte er sich immer stärker dem Sozinianismus an. So sprach er sich auf der Synode von Skrzynno 1567 für die Ablehnung der Präexistenz Christi aus.
In den folgenden Jahren arbeitete Budny vor allem an einer neuen polnischen Übersetzung der Bibel aus den Originalsprachen, da die 1563 im reformierten Umfeld aus dem Französischen und Lateinischen übersetzte Brester Bibel von vielen nicht angenommen worden war. Budnys Bibelübersetzung wurde schließlich 1572 als Njaswisch-Bibel herausgegeben. Im Jahr 1576 publizierte Budny die Schrift O przedniejszych wiary chrystyjańskiej artykulech, die seine theologischen Standpunkte zusammenfasste und in der sich Budny für einen strikten Unitarismus und gegen die noch innerhalb der antitrinitarischen Kirche in Polen-Litauen vertretenen tritheistischen und ditheistischen Positionen wandte. Budny sprach sich auch deutlich gegen die vor allem von Marcin Czechowic vertretenen täuferischen Positionen zu Pazifismus und Gütergemeinschaft aus. Hierin zeigte sich auch deutlich eine Trennlinie zwischen den stärker von der Täuferbewegung beeinflussten Antitrinitariern in Polen und denen in Litauen. Unterstützung in seiner anti-pazifistischen Haltung bekam er unter anderem von Marcin Krowicki. Neben seinen theologischen Arbeiten wandte sich Budny auch immer wieder politischen und sozialen Fragen zu. Im Jahr 1576 gab er unter dem Titel Über die französischen Furien oder Rasereien eine polnische Übersetzung einer Flugschrift des französischen Hugenotten François Hotman über die Bartholomäusnacht heraus.